# ITF Essen
Das ITF Essen (offiziell: Bredeney Ladies Open) ist ein Tennisturnier des ITF Women’s Circuit, das in Essen, Deutschland ausgetragen wird.

## Siegerliste

### Einzel
| Jahr                   | Siegerin            | Finalgegnerin       | Ergebnis               |
| ---------------------- | ------------------- | ------------------- | ---------------------- |
| ↓ Kategorie: $10.000 ↓ |                     |                     |                        |
| 2013                   | Michaela Hončová    | Chantal Škamlová    | 6:2, 6:2               |
| ↓ Kategorie: $25.000 ↓ |                     |                     |                        |
| 2014                   | Mandy Minella       | Richèl Hogenkamp    | 6:2, 4:6, 6:3          |
| 2015                   | Pauline Parmentier  | Viktorija Golubic   | 3:6, 7:64, 6:3         |
| ↓ Kategorie: $50.000 ↓ |                     |                     |                        |
| 2016                   | Sara Sorribes Tormo | Karolína Muchová    | 7:65, 6:4              |
| ↓ Kategorie: $25.000 ↓ |                     |                     |                        |
| 2017                   | Kaia Kanepi         | Patty Schnyder      | 6:3, 6:75, 2:0 Aufgabe |
| 2018                   | Mandy Minella       | Cindy Burger        | 7:5, 4:6, 6:4          |
| 2019                   | Tereza Martincová   | Paula Badosa Gibert | 6:2, 7:64              |

### Doppel
| Jahr                   | Siegerinnen                               | Finalgegnerinnen                   | Ergebnis         |
| ---------------------- | ----------------------------------------- | ---------------------------------- | ---------------- |
| ↓ Kategorie: $10.000 ↓ |                                           |                                    |                  |
| 2013                   | Jewgenija Paschkowa Anastasija Wassyljewa | Irina Ramialison Constance Sibille | 7:5, 6:4         |
| ↓ Kategorie: $25.000 ↓ |                                           |                                    |                  |
| 2014                   | Kristina Barrois Tatjana Maria            | Ysaline Bonaventure Eliza Kostowa  | 6:2, 6:2         |
| 2015                   | Nicola Geuer Viktorija Golubic            | Carolin Daniels Antonia Lottner    | 6:3, 6:3         |
| ↓ Kategorie: $50.000 ↓ |                                           |                                    |                  |
| 2016                   | Laura Pous Tió Anne Schäfer               | Elyne Boeykens Elena-Gabriela Ruse | 6:2, 6:3         |
| ↓ Kategorie: $25.000 ↓ |                                           |                                    |                  |
| 2017                   | Carolin Daniels Lidsija Marosawa          | Anita Husarić Kimberley Zimmermann | 6:1, 6:4         |
| 2018                   | Katharina Gerlach Julia Wachaczyk         | Diāna Marcinkēviča Chanel Simmonds | 6:4, 2:6, [10:6] |
| 2019                   | Lina Gjorcheska Anastassija Komardina     | Alena Fomina Anastasia Zarycká     | 6:3, 6:3         |